# Mihaela Melinte
Mihaela Melinte (Bacău, 27 maart 1975) was een atleet uit Roemenië.
Ze was gespecialiseerd in kogelslingeren.
In 1998 werd ze Europees kampioene en in 1999 werd Melinte wereldkampioene op dit onderdeel.

## Persoonlijk record
| Onderdeel      | Resultaat | Jaar |
| -------------- | --------- | ---- |
| kogelslingeren | 76,07     | 1999 |

| Onderdeel   | Resultaat | Jaar |
| ----------- | --------- | ---- |
| kogelstoten | 11,77     | 2009 |

- World Athletics: 14295749

1999 Mihaela Melinte · 
2001 Yipsi Moreno · 
2003 Yipsi Moreno · 
2005 Olga Koezenkova ·
2007 Betty Heidler ·
2009 Anita Włodarczyk ·
2011 Tatjana Lysenko ·
2013 Anita Włodarczyk · 
2015 Anita Włodarczyk · 
2017 Anita Włodarczyk · 
2019 DeAnna Price · 
2022 Brooke Andersen  · 
2023 Camryn Rogers